# Martie 1987
Acest articol este generat integral pe baza informațiilor din articolul 1987 și este actualizat periodic de un robot.
 Editările făcute în articol vor fi șterse la următoarea actualizare! Dacă doriți să faceți modificări, editați articolul-sursă.

ianuarie -
februarie -
martie -
aprilie -
mai -
iunie -
iulie -
august -
septembrie -
octombrie -
noiembrie -
decembrie
Martie 1987 a fost a treia lună a anului și a început într-o zi de duminică.

## Evenimente
- 30 martie: Tabloul Floarea-soarelui, realizat de Vincent Van Gogh, s-a vândut cu 39,85 milioane lire sterline.

## Nașteri

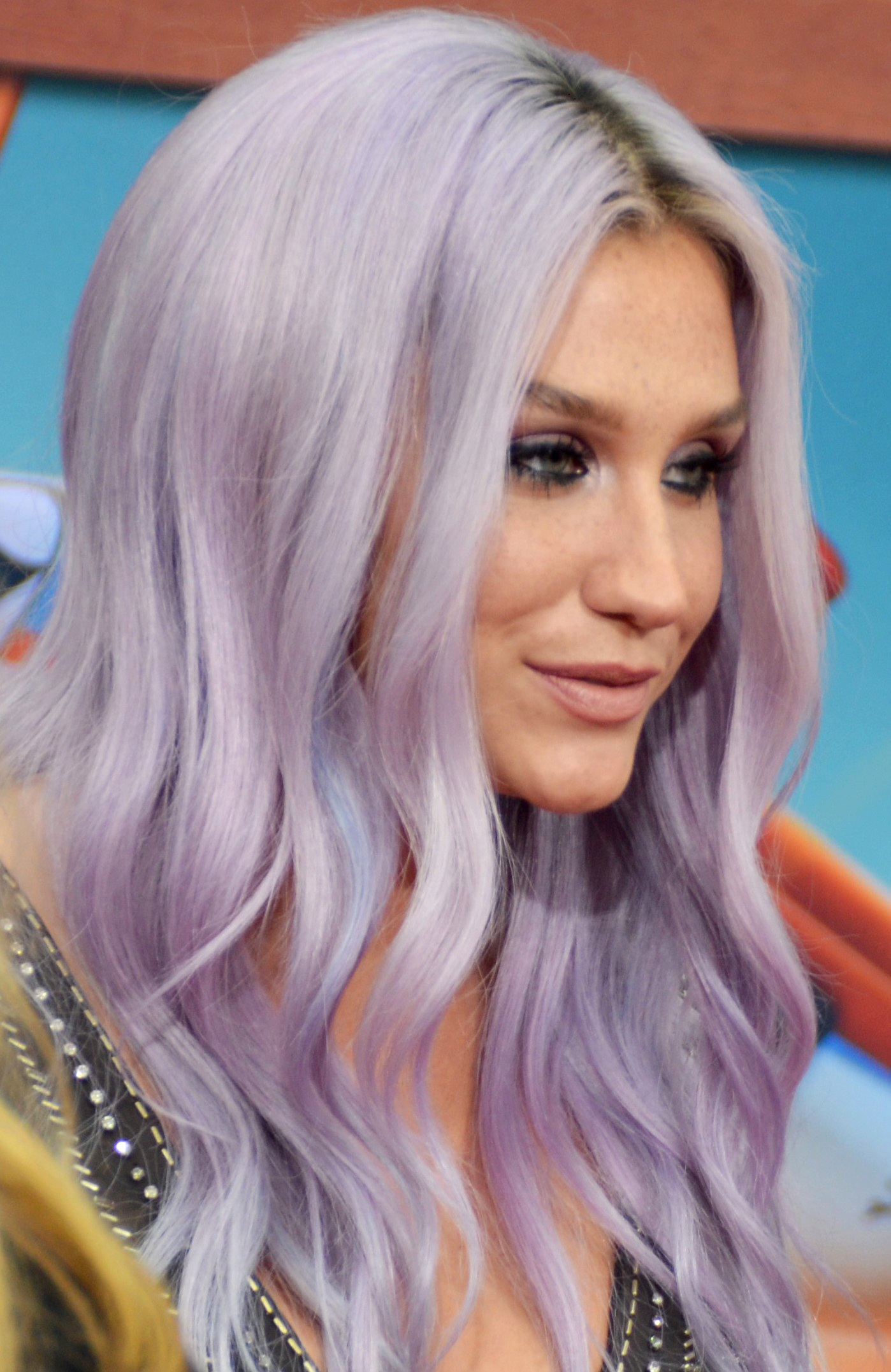
Kesha, cântăreață, compozitoare, rapperiță și actriță americană
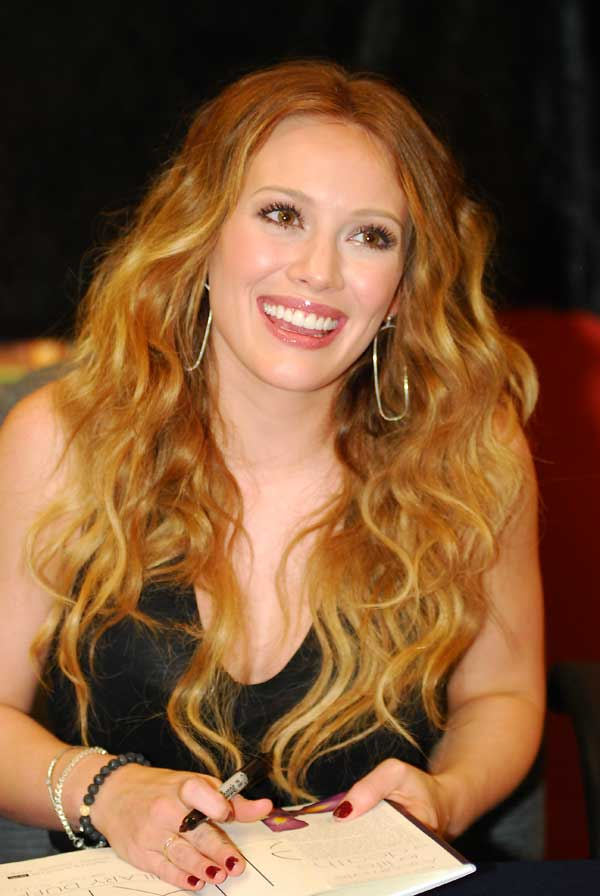
Hilary Duff, actriță și cântăreață americană
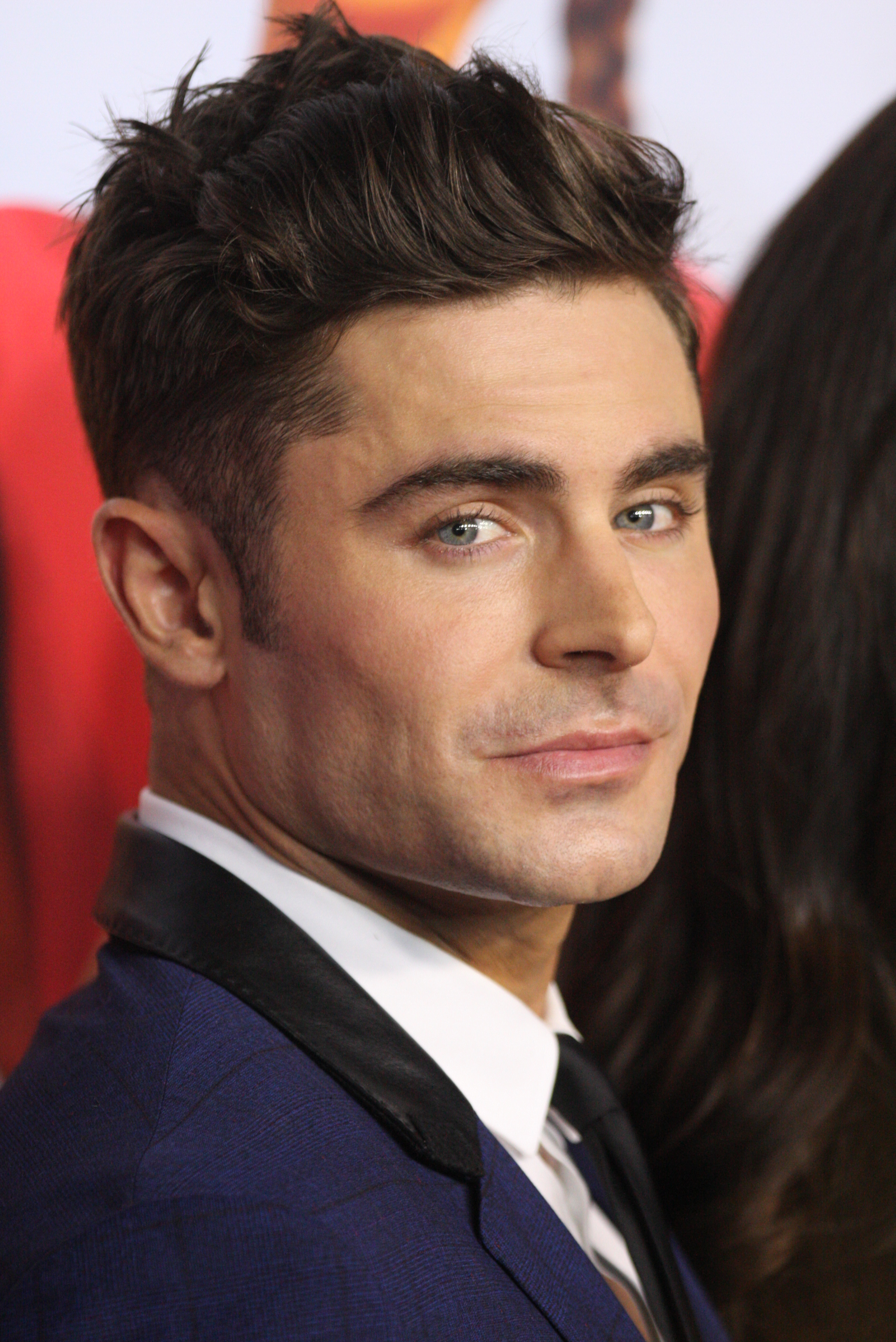
Zac Efron, actor și cântăreț american
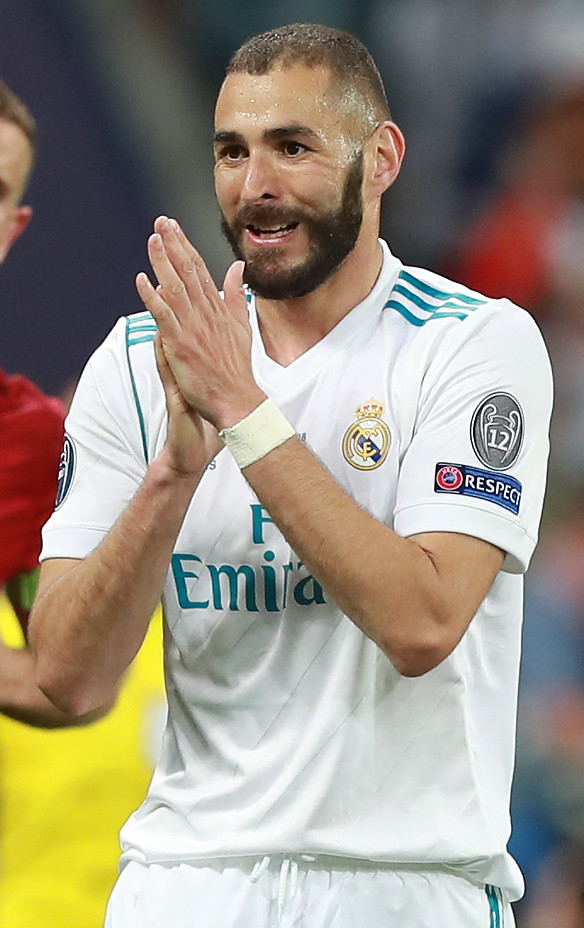
Karim Benzema, fotbalist francez

- 1 martie: Kesha (n. Kesha Rose Serbet), cântăreață, compozitoare, rapperiță și actriță americană
- 4 martie: Cătălin Josan, cantautor din R. Moldova
- 4 martie: Jean-Philippe Mendy, fotbalist francez (atacant)
- 4 martie: Alexandru Tudose, fotbalist român
- 6 martie: Kevin-Prince Boateng, fotbalist germano-ghanez (atacant)
- 6 martie: Hannah Taylor-Gordon, actriță britanică
- 7 martie: Hatem Ben Arfa, fotbalist francez (atacant)
- 7 martie: Eleni Foureira, cântăreață greacă
- 12 martie: Maria Constantin, interpretă română de muzică populară
- 12 martie: Jessica Hardy, înotătoare americană
- 13 martie: Marco Andretti, pilot american de Formula 1
- 13 martie: Andreas Beck, fotbalist german
- 14 martie: Leandro Almeida da Silva, fotbalist brazilian
- 14 martie: Mircea Ionuț Axente, fotbalist român (atacant)
- 14 martie: Giubleanu Andrei Silviu, jmecher versat (manelist)
- 16 martie: Valerio Aspromonte, scrimer italian
- 18 martie: Mauro Matias Zárate, fotbalist argentinian
- 19 martie: Enzo Alejandro Bruno, fotbalist argentinian
- 19 martie: Roman Eriomenko, fotbalist finlandez
- 19 martie: Olivia Oprea, fotbalistă română
- 20 martie: Jô (João Alves de Assis Silva), fotbalist brazilian (atacant)
- 21 martie: Alina Wojtas, handbalistă poloneză
- 24 martie: Ramires (Ramires Santos do Nascimento), fotbalist brazilian
- 26 martie: Larisa Korobeinikova, scrimeră rusă
- 26 martie: Alin Ioan Șeroni, fotbalist român
- 27 martie: Alexandru Paul Curtean, fotbalist român
- 28 martie: Melinda Geiger, handbalistă română
- 29 martie: Dimitri Payet, fotbalist francez

## Decese
- 2 martie: Randolph Scott (George Randolph Scott), 89 ani, actor american (n. 1898)
- 8 martie: Zoe Băicoianu, 76 ani, sculptoriță română (n. 1910)
- 10 martie: Gheorghe D. Marinescu, 68 ani, matematician român (n. 1919)
- 19 martie: Louis Victor de Broglie, 94 ani, fizician francez, laureat al Premiului Nobel (1929), (n. 1892)
- 19 martie: Lica Gheorghiu (Vasilica Gheorghiu), 59 ani, actriță română (n. 1928)
- 19 martie: Arch Oboler, 77 ani, scriitor american (n. 1909)
- 19 martie: Louis de Broglie, fizician francez (n. 1892)
- 21 martie: Robert Preston, 68 ani, actor american (n. 1918)
- 21 martie: Jacob Taubes, 64 ani, sociolog german (n. 1923)